# Вінниця (станція)
Ві́нниця — вузлова вантажна залізнична станція 1-го класу Жмеринської дирекції Південно-Західної залізниці. Розташована в місті Вінниця Вінницької області.
За даними «Інвестиційного атласу України», вокзал станції Вінниця щорічно обслуговує 1,3 млн пасажирів, загальна його площа становить 6071 м².

## Історія
Станція відкрита 1870 року в складі залізниці Київ — Жмеринка — Бірзула.
2003 року вокзал станції Вінниця був реконструйований.
2018 року вокзал станції Вінниця увійшов у топ-10 (6-те місце) найбільш завантажених вокзалів України, який обслужив 5,7 млн пасажирів у далекому сполученні (з них посадка — 1,3 млн пас./висадка — 1,3 млн пас.).

## Будівля вокзалу
Перша згадка про вокзал у Вінниці датується 1870 роком. Саме у цей час через місто була прокладена нещодавно збудована залізнична лінія Київ — Балта — Одеса.
Перша будівля виготовлена із дерева та була схожа на церкву. Також був дзвін, який оголошував прибуття та відправлення поїздів.
Завдяки залізниці, через 40 років місто збільшилося втричі та стало першим за товарообігом в Подільській губернії. Нову будівлю вокзалу зведено наприкінці XIX століття за зразком неоготичного архітектурного стилю. Особливістю споруди став дах з так званими «щипцями» — верхньою трикутною частиною стіни, обмеженою двома схилами даху і не відокремленої знизу карнизом.
У 1940 році зведена й введена в експлуатацію двоповерхова будівля залізничного вокзалу (будівництво тривало майже 6 років). Під час німецько-радянської війни будівля вокзалу під час бойових дій була вщент зруйнована. 1952 року на її місці відновлена будівля залізничного вокзалу, яка збереглася і понині.

## Лінії та маршрути
Від станції відгалужуються лінії на:
- Козятин I (довжина — 64 км)
- Зятківці (131 км)
- Жмеринку (47 км).

Через Вінницю проходить одна з електрифікованих магістральних ліній Жмеринської дирекції Південно-Західної залізниці у напрямку Жмеринки та Козятину.
Від станції Вінниця відгалужується одноколійна ділянка — колишня вузькоколійка, що сполучає місто з Вороновицею, Немировом, Ситківцями, Гайсином, Зятківцями, Гайвороном, Уманню. Цією лінією курсує приміський поїзд сполученням Вінниця — Гайворон.

## Інфраструктура станції
На вокзалі станції Вінниця працює вестибюль, зала очікування (звичайний і підвищеного комфорту), платний і безкоштовний туалети, автоматичні та стаціонарні камери схову, багажне відділення, а також сервіс-центр і довідкове бюро.
Діє два окремих касових зали: в одному продають квитки на приміський електропоїзди, в іншому — на пасажирські поїзди далекого сполучення. Пасажирам далекого сполучення касири обов'язково бажають приємної подорожі.
Сам вокзал має багату і різноманітну історію.
На станції Вінниця функціонує підземний перехід, система гучномовного оголошення. Станція Вінниця має 3 пасажирські платформи: № 1 (колія № 3), № 2 (колії № 1 і № 2), № 3 (колія № 4). Центральний вестибюль вокзалу оснащено інформаційним електронним табло.
Платформа № 1 з правої сторони вокзалу оснащена турнікетами. Через них необхідно пройти, щоб потрапити на приміські електропоїзди, що унеможливлює безквитковий проїзд. Під час місячників протидії безквитковому проїзду перевірки бувають і на вихід. Приміський поїзд сполученням Вінниця — Гайворон вирушає від платформи № 3. На вході у дизель-поїзд чергують посадкові бригади та провідники. Усі пасажири, у тому числі і пільгові категорії, зобов'язані оформити свій проїзд у вигляді квитка, що видається безкоштовно у приміських касах вокзалу.
Сусідні станції:
- Сосонка (Козятинський напрямок)
- Тюшки (в бік Жмеринський напрямок)
- Вороновиця (в бік Гайворонський напрямок)

Сусідні вузлові станції:
- Калинівка I
- Жмеринка
- Зятківці

## Приміське та місцеве сполучення
Станція приймає поїзди приміського сполучення (напрямки: Жмеринка, Козятин I, Гайворон, Гайсин, а також потяги підвищеної комфортності у Хмельницькому напрямку (через Старокостянтинів I, Хмільник), Коростеня (через Козятин I, Бердичів, Житомир) та Києва). Приміське сполучення, на жаль, недостатнє через недофінансування з боку облдержадміністрації та інших установ, і технічно зубожіле.
Вартість проїзду залізницею станом на літо 2017 року була досить низькою. Максимальна вартість на відстань 260 км (з однією пересадкою) складала 25,00 грн.
Прямим поїздами існує можливість потрапити до Жмеринки, Калинівки I, Гнівані, Козятина I, Немирова, Ситківців, Гайсина, Джулинки, Гайворона, Києва (частина електропоїздів до Козятина прямує далі на Київ після зупинки та зміни номера), Вапнярки (частина електропоїздів до Жмеринки прямують далі на Вапнярку, змінюючи лише номер рейсу) та ін.
З однією пересадкою до:
- - Могилева-Подільського (з пересадкою у Жмеринці) 22,00 грн (161 км, 3,5 години, враховуючи пересадку)
  - Шепетівки 25,00 грн (213 км, 3-4 год.) з пересадкою в Козятині
  - Жашкова через Погребище (з пересадкою в Козятині)
  - Христинівки (з пересадкою в Козятині або Вапнярці)
  - Бердичева 18,00 грн (92 км, 1,5 години) з пересадкою у Козятині
  - Житомира 20,00 грн (142 км) з пересадкою у Козятині
  - Коростеня 25,00 грн (224 км) з пересадкою у Козятині.

У грудні 2015 року на ділянці Вінниця — Зятківці відновлено приміське сполучення, який був закритий у 2013 році. Відновлений маршрут вирішено було продовжити до станції Христинівка. На це сполучення залучили старенький дизельний поїзд Д1, який ні до, ні після не курсував до станції Вінниця. У травні 2016 року цей унікальний дизель-поїзд згорів неподалік зупинного пункту Семенки. Замість нього наразі курсує приміський поїзд локомотивної тяги сполученням Вінниця — Гайворон.
Квитки на приміські поїзди діють протягом усього дня, який вказаний на квитку. Також можливе оформлення місячних, двотижневих, річних проїзних абонементів, а також проїзних вихідного дня на один місяць (діють у пт., сб., нд., пн., а також святкові та передсвяткові дні), дитячих, студентських, починаючи від будь-якої дати.
Розклад руху приміських поїздів доступний на сайті Південно-Західної залізниці з інтерактивною картою, а пасажирських — на офіційному вебсайті «Укрзалізниці».
Регіональні електро- та дизель-поїзди підвищеного комфорту 3-го класу курсують до Києва, Житомира, Коростеня, Хмельницького, Жмеринки. Час руху менший від приміських поїздів на 25—30 %.

## Далеке сполучення
Станція Вінниця щоденно приймає:

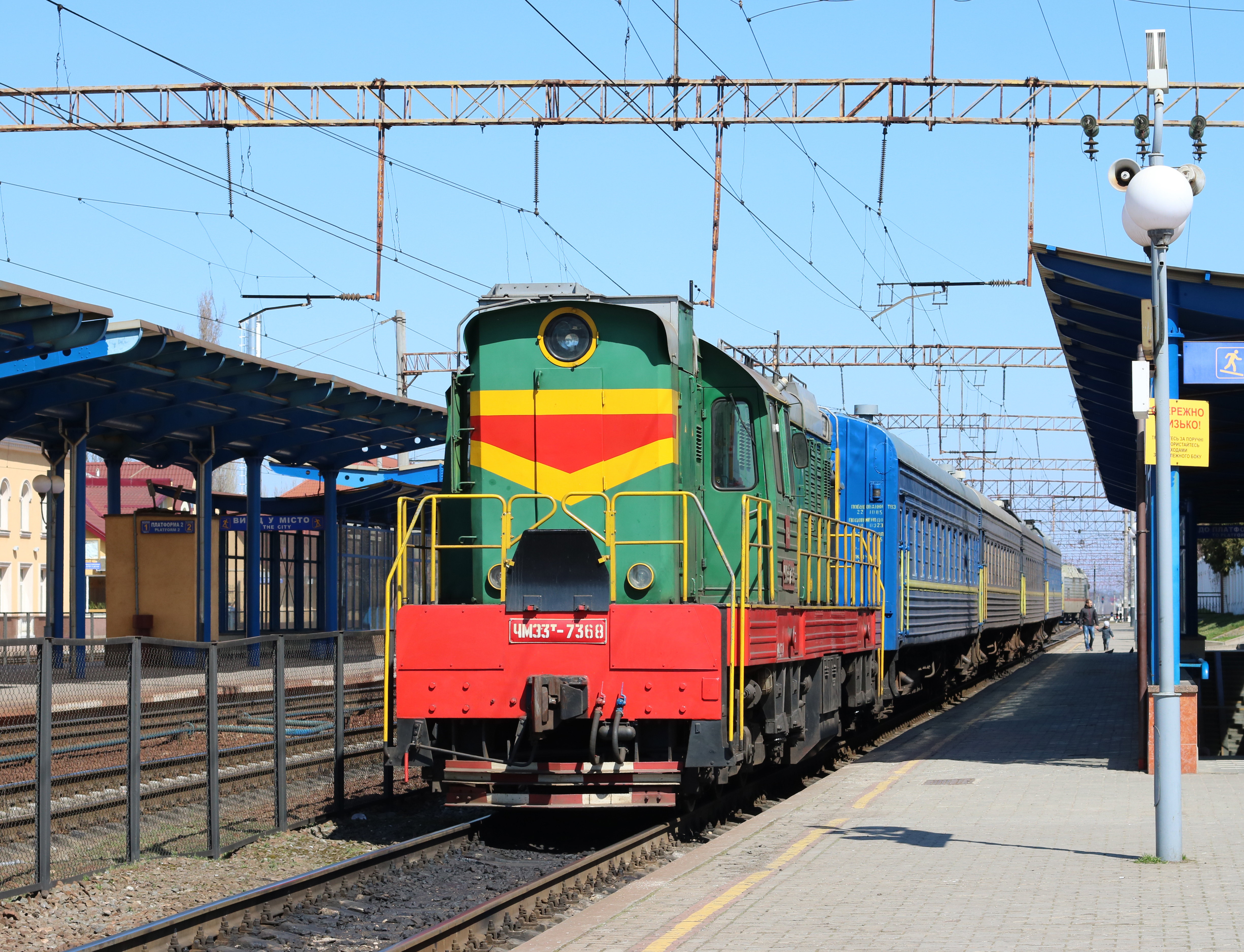
Тепловоз ЧМЕ3Т-7368, приміський поїзд № 6631 Вінниця - Гайворон на станції Вінниця

- нічні поїзди далекого сполучення до Львова, Івано-Франківська, Коломиї, Рахова, Ужгорода, Чернівців, Києва, Харкова, Дніпра, Запоріжжя, Миколаєва (з березня 2022 року скасований через бойові дій внаслідок російського вторгнення в Україну), Ковеля, Одеси тощо).
- швидкі поїзди (до Києва, Одеси, Хмельницького, Тернополя, Кам'янця-Подільського)
- нічний експрес Київ — Одеса.
- безпересадкові вагони з Києва до Будапешта (Угорщина), Братислави (Словаччина), Праги (Чехія), Бухареста (Румунія).

З березня 2020 року скасовані міжнародні поїзди до Кишинева, Мінська, Москви.
При проїзді пасажирськими поїздами вартість проїзду залежить від дня тижня, сезону, фірмовості та класу вагону.
Вартість проїзду та наявність місць на пасажирські поїзди є можливість переглянути на офіційному вебсайті АТ «Укрзалізниця».
Через Вінницю призначені нові маршрути поїздів:
- З 23 вересня 2016 року — нічний швидкий поїзд «Дунай» сполученням Київ — Ізмаїл через смт Затоку (станція Бугаз) та Білгород-Дністровський (з 26 квітня 2022 року, через руйнацію розвідного мосту у Затоці внаслідок ракетного обстрілу російськими окупантами, поїзд скасований).
- З 30 жовтня 2016 року призначений нічний швидкий поїзд «Максим Яровець» сполученням Хмельницький — Лисичанськ (з березня 2022 року скасований через бойові дій внаслідок російського вторгнення в Україну).
- З 24 серпня 2017 року — «Інтерсіті+» сполученням Київ — Перемишль (через Хмельницький, Тернопіль, Львів, до Перемишля час в дорозі становить близько 6,5 годин, вартість проїзду від 300 грн).